# Rinconcito madrileño
Rinconcito madrileño és una pel·lícula espanyola de 1936 dirigida per León Artola. Es tracta d'una modesta producció el principal punt de la qual d'interès és tractar el cas d'una mare soltera sense presentar-la negativament.

## Sinopsi
Mario condueix al seu amant Rosa —que està esperant un fill— a la pensió de Dolores, antiga serventa del seu avi. Allí la deixa amb la promesa que es casaran aviat però, quan surt al carrer, coneix una altra dona de la que s'encapritxa. Rosa té la seva filla i, amb ajuda de Dolores, la diposita a casa de l'avi de Mario —general retirat que viu de manera acomodada— amb una nota que explica que es tracta de la seva besneta. L'ancià l'acull en la seva llar i, per indicació de Dolores, contracta Rosa com ama de cria. D'aquesta forma, Rosa pot atendre la seva filla. A més, li diuen que Rosa és la seva mare per cuidar les aparences. Una nit, Mario entra a robar a casa del seu avi per poder atendre els capritxos de la seva amant. Rosa el descobreix i impedeix el delicte forcejant amb ell. Però quan apareix l'avi, encobreix Mario dient que són amants. L'ancià els expulsa a tots dos de la seva casa, perdent així l'afecte de la seva besneta. Finalment Mario és abandonat per la seva amant i confessa al seu avi que Rosa va impedir el robatori i que és la mare de la nena. Rosa és acceptada de nou a la casa i el vell militar intenta convèncer al seu net que es casi amb ella.
Paral·lelament, la mare i germanes de Rosa passen estretors econòmiques. La germana mitjana emmalalteix i ha de traslladar-se a la serra. La mare i Pilarín, la filla petita, han de mudar-se a una golfa i anar venent les seves propietats per a subsistir. La malaltia de la mare complica més les coses. Quan la situació és més apurada, Pilarín baixa a un cafè cantant i actua per als clients amb la finalitat de guanyar una mica de diners. Una de les artistes decideix ajudar-lo. Mentre ella imparteix classes de cant a la nena, el seu xicot mèdic opera a la mare. Finalment, Rosa, Mario i el seu avi acudeixen al teatre i els sorprèn el debut de Pilarín. Tots es retroben feliçment.

## Repartiment
- Pepita C. Velázquez — Rosa
- Luis Prendes — Mario
- Ana R. Leyva — Dolores
- Cecilio Rodríguez de la Vega — Ramón
- María Cañete — Pepa
- Guadalupe Garci-Nuño — Pilarín
- Anita Ramallo — Conchita
- Pilar Cantero — Susana
- Luis Mussot — Martínez
- Trini Tejada — María
- Marcial Gómez — Varillas
- María del Pilar Álvarez — Maribel
- Mercedes Blanco — Blanca

## Recepció
Estrenada durant la Guerra civil, la pel·lícula no va tenir bon acolliment. Com a mostra d'això, la revista satírica No veas va publicar el 17 de juliol de 1937 el següent comentari:
| « | Quan major era la concurrència i els nuvis es dedicaven a tasques pròpies del seu sexe, va esclatar en la pantalla del Rialto un artefacte cinematogràfic titulat Rinconcito madrileño, ben carregat de metralla. L'agressió, que va agafar desprevinguts als espectadors, va produir el rebombori consegüent i alguna víctima; l'autoritat practica gestions per a detenir als culpables. | » |

## Un cinema en desaparició
Rinconcito madrileño és una mostra del cinema que es rodava a Espanya durant la II República i que no tornaria a realitzar-se. Filmada en 1936, poc abans del començament de la Guerra civil, el fet que fos protagonitzada per una mare soltera a la qual en cap moment es presenta com una pecadora sinó com a víctima d'un engany va fer que la censura la proscrivís després de la victòria del general Franco. Addicionalment, diverses de les persones que van intervenir en la pel·lícula van desaparèixer durant el conflicte. El director León Artola va morir per malaltia; per part seva, l'actor Cecilio Rodríguez de la Vega i el maquillador Alejandro Navarro van morir en combat.